# シュテファン2世 (バイエルン公)
シュテファン2世（Stephan II., 1319年 - 1375年5月13日）は、14世紀の下バイエルン公（後に下バイエルン＝ランツフート公）。後に上バイエルン公も兼ねた。神聖ローマ皇帝ルートヴィヒ4世とヤヴォル公ボルコ1世の娘ベアトリチェの次男。ルートヴィヒ5世は同母兄、ルートヴィヒ6世、ヴィルヘルム1世、アルブレヒト1世、オットー5世は異母弟である。フランス王シャルル6世の王妃イザボー・ド・バヴィエールは孫の1人である。

## 生涯
父の存命時にはアルザス・シュヴァーベンの代官を務めていた。1347年に父が没し、1349年に遺領が分割された時、シュテファン2世は下バイエルンを2人の弟ヴィルヘルム1世、アルブレヒト1世と共に相続した（上バイエルンは兄のルートヴィヒ5世、弟のルートヴィヒ6世、オットー5世が相続）。その後、1353年に下バイエルンは更に分けられ、シュテファン2世はランツフートを、ヴィルヘルム1世とアルブレヒト1世はシュトラウビングを相続した。
1361年、兄の上バイエルン公ルートヴィヒ5世が没し、甥マインハルトに遺領が相続されたが、マインハルトも1363年に夭折すると、オーストリア公ルドルフ4世と遺領を巡って対立、ルドルフ4世の死後も戦いを続け、1369年に和睦、チロルはハプスブルク家が領有、シュテファン2世は巨額の賠償金と上バイエルンを獲得した。
1375年、56歳で死去。遺領は3人の息子に相続されたが、後に分割された。

## 家族
1328年にシチリア王フェデリーコ2世とエレオノーラ・ダンジョの娘イザベッラ（1310年 - 1349年）と結婚した。
1. シュテファン3世（1337年 - 1413年） - 下バイエルン＝ランツフート公、後に上バイエルン＝インゴルシュタット公。イザボー・ド・バヴィエールの父。
2. アグネス（1338年 - ?） - 1356年にキプロス王ジャック1世と結婚。
3. フリードリヒ（1339年 - 1393年） - 下バイエルン＝ランツフート公
4. ヨハン2世（1341年 - 1397年） - 下バイエルン＝ランツフート公、後に上バイエルン＝ミュンヘン公。

1359年にニュルンベルク城伯ヨハン2世の娘マルガレーテ（? - 1377年）と再婚。子供はいない。